# Having a Rave Up
Having a Rave Up (ibland kallad Having a Rave Up With the Yardbirds) är ett album av The Yardbirds, utgivet 1965. Det släpptes specifikt för den amerikanska marknaden, bestående av gruppens tidigare singlar och liveinspelningar från Five Live Yardbirds.

## Låtlista
Sida 1
1. "You're a Better Man Than I" (Mike Hugg/Brian Hugg) – 3:17
2. "Evil Hearted You" (Graham Gouldman) – 2:23
3. "Still I'm Sad" (Jim McCarty/Paul Samwell-Smith) – 2:57
4. "Heart Full of Soul" (Graham Gouldman) – 2:27
5. "I'm a Man" (Bo Diddley) – 2:36
6. "Train Kept A-Rollin'" (Tiny Bradshaw/Howard Kay/Lois Mann) – 3:25

Sida 2
1. "Smokestack Lightning" (Howlin' Wolf) – 5:35
2. "Respectable" (O'Kelly Isley/Ronald Isley/Rudolph Isley) – 5:35
3. "I'm a Man" (Bo Diddley) – 4:33
4. "Here 'Tis" (Bo Diddley) – 5:10

## Medverkande
- Keith Relf – sång, munspel, akustisk gitarr, percussion
- Jeff Beck – sologitarr (sida1)
- Eric Clapton – sologitarr (sida 2)
- Jimmy Page – sologitarr
- Chris Dreja – rytmgitarr, basgitarr
- Paul Samwell-Smith – basgitarr, bakgrundssång
- Jim McCarty – trummor, bakgrundssång
- Giorgio Gomelsky – bassång på "Still I'm Sad"
- Ron Prentice – basgitarr på "Heart Full of Soul"